# キエーザ・イン・ヴァルマレンコ
キエーザ・イン・ヴァルマレンコ（伊: Chiesa in Valmalenco）は、イタリア共和国ロンバルディア州ソンドリオ県にある、人口約2,400人の基礎自治体（コムーネ）。

## 地理

### 位置・広がり
ソンドリオ県中部、ヴァルマレンコに位置するコムーネ。県都ソンドリオから北へ10km、サンモリッツから南へ25km、州都ミラノから北北東へ103kmの距離にある。

#### 隣接コムーネ
隣接するコムーネは以下の通り。CHはスイス領で、CH-GRはグラウビュンデン州所属を示す。
- ブーリオ・イン・モンテ
- カスポッジョ
- ランツァーダ
- Sils im Engadin/Segl (CH-GR)
- Bregaglia (CH-GR)
- トッレ・ディ・サンタ・マリーア
- ヴァル・マジーノ

### 地勢・地形
- 河川：マッレロ川 (it:Mallero)

### 地震分類
イタリアの地震リスク階級 (it) では、3 に分類される
。

## 行政

### 山岳部共同体
広域行政組織である山岳部共同体「ヴァルテッリーナ・ディ・ソンドリオ山岳部共同体」 (it:Comunità montana della Valtellina di Sondrio) （事務所所在地: ソンドリオ）を構成するコムーネの一つである。

### 分離集落
キエーザ・イン・ヴァルマレンコには、以下の分離集落（フラツィオーネ）がある。
- Chiareggio, Primolo, San Giuseppe